# 金露花
，又名蕾絲金露花、洋刺、番子刺、花墙刺、篱笆树、小本苦林盤、如意草，是馬鞭草科金露花属的植物。原生於熱帶美洲以及加勒比地區。

## 簡介
常綠性灌木，可供綠籬樹，株高3至5公尺，分枝多。小枝柔軟而下垂，幼嫩的部分有毛；葉對生或叢生，全緣； 春至秋季開花，總狀花序腋出頂生，花冠藍紫或白色；核果球形，成熟後橙黃色，聚生或串，內含種子4到8粒。但果實和葉子有小毒。

## 用途
- 莖葉治瘧疾、止癢、祛瘀消腫、治跌打胸痛損傷。
- 果實治療瘧疾，花為興奮劑。
- 適合緣栽、盆栽或綠籬，可用扦插或高壓法來繁殖。

## 外部連結
- （页面存档备份，存于）